# Александр Ростовский (инок)
Александр Ростовский (до пострига Алексий, вторая половина XVI века — первая половина XVII века) — православный инок, ученик преподобного Иринарха, затворника Борисоглебского (Ростовского) (1547—1616) и автор его жития (1616?), по которому только и известно о самом Александре. Складывается образ усердного в молитве, послушании и посте ученика.
Около 1586/1587 года Александр, услышав о подвижнической жизни Иринарха, пришёл к нему в ростовский Борисоглебский монастырь, прося о постриге и ученичестве. Жил при нём 30 лет, долгое время будучи его единственным учеником, разделяя с ним как труды и молитвы, так и притеснения со стороны игумена и других монахов. По словам В. О. Ключевского, житие преподобного Иринарха «ярко рисует падение монастырской дисциплины и нравственную распущенность в русском монашестве, обнаружившуюся с половины XVI в.».
Три раза по поручению учителя ездил в Москву: в 1608 году вместе с Иринархом, который шёл сообщить царю Василию Шуйскому о видении о грядущем разорении страны от поляков; в 1610 году — к Михаилу Скопину-Шуйскому, чтобы вернуть крест учителя, которым тот благословил Скопина-Шуйского на борьбу с интервентами; в 1612 году — к Дмитрию Пожарскому с аналогичной целью, а также с просьбой в связи с разорением освободить монастырь от сборов в ополчение. Александр считал, что благословения Иринарха сыграли важную роль в победах этих военачальников над врагами.
Только в «Списке угодников Божиих Ярославской епархии» 1887 года Александр Ростовский выделен, без указания памяти, как местночтимый святой. В собор Ростовских святых, установленный в 1987 году, он не включён.